# Superficie impermeable

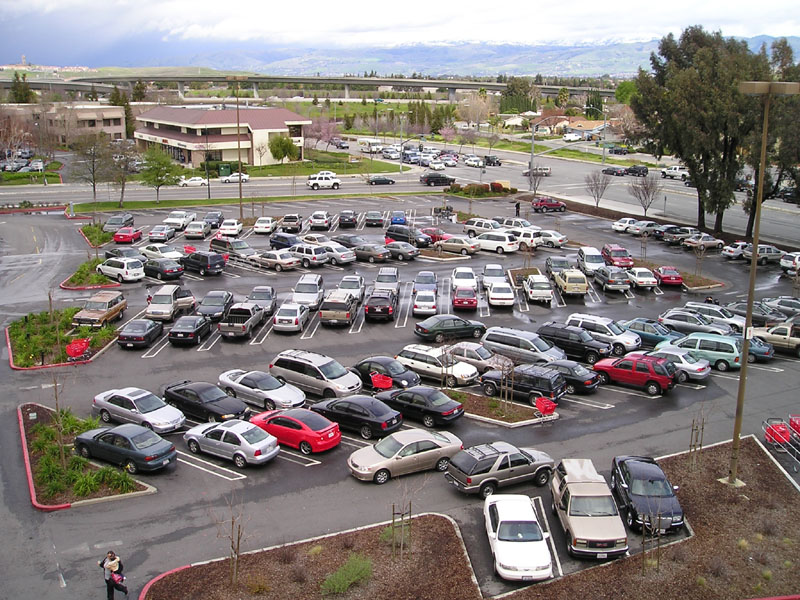
Los estacionamientos son altamente impermeables.

Las superficies impermeables son principalmente estructuras artificiales, como pavimentos (carreteras, aceras, caminos de acceso y estacionamientos, además de áreas industriales como aeropuertos, puertos y centros logísticos y de distribución) que están cubiertas por materiales resistentes al agua como asfalto, hormigón, ladrillo, piedra y tejados. Los suelos compactados por el desarrollo urbano también son altamente impermeables.

## Efectos ambientales
Las superficies impermeables tienen efectos sobre el medio ambiente porque su instalación inicia una cadena de sucesos que modifica el aire de las ciudades y los recursos hídricos:
- Los materiales de la superficie impermeable impiden que pase agua al suelo, eliminando la infiltración de agua de lluvia y la recarga natural de aguas subterráneas. Esto puede provocar inundaciones urbanas. Un artículo del Seattle Times afirma que «aunque las áreas urbanas cubren sólo el 3 por ciento de los EE. UU., se estima que sus escorrentías son la principal fuente de contaminación en el 13 por ciento de los ríos, el 18 por ciento de los lagos y el 32 por ciento de los estuarios».

Algunos de estos contaminantes incluyen el exceso de nutrientes provenientes de fertilizantes; patógenos, desechos de mascotas, gasolina, aceite de motor y metales pesados de vehículos; altas cargas de sedimentos provenientes de la erosión de lechos de arroyos y zonas de obras; y desechos como colillas de cigarrillos, plásticos que agrupan 6 latas de bebida y bolsas de plástico transportadas por las aguas pluviales.
En algunas ciudades, las aguas de las inundaciones llegan a los alcantarillados combinados, provocando que se desborden y viertan sus aguas residuales sin tratar en ríos y arroyos. La escorrentía contaminada puede tener muchos efectos negativos sobre los peces, los animales, las plantas y las personas.
- Las superficies impermeables captan la energía del sol y la emplean para calentarse (una superficie vegetal emplea parcialmente la energía solar para el crecimiento de sus plantas, por lo que se calienta menos). Al liberarse, ese calor eleva la temperatura del aire, lo que genera "islas de calor" urbanas y aumenta el consumo energético en los edificios (por el aire acondicionado). Cuando la lluvia cae sobre esas superficies calientes, disminuye el oxígeno que lleva el agua de lluvia (la cantidad de gas que puede estar disuelto en un líquido disminuye al aumentar la temperatura de ese líquido), y la escorrentía cálida reduce el oxígeno disuelto en el agua de ríos y arroyos, lo que dificulta la vida en los ecosistemas acuáticos.
- Los pavimentos impermeables privan a las raíces de los árboles de aireación, eliminando el “bosque urbano” y la sombra de sus copas que, de otro modo, atemperaría el clima urbano. Debido a que las superficies impermeables desplazan la vegetación viva, reducen la productividad ecológica e interrumpen el ciclo del carbono atmosférico.

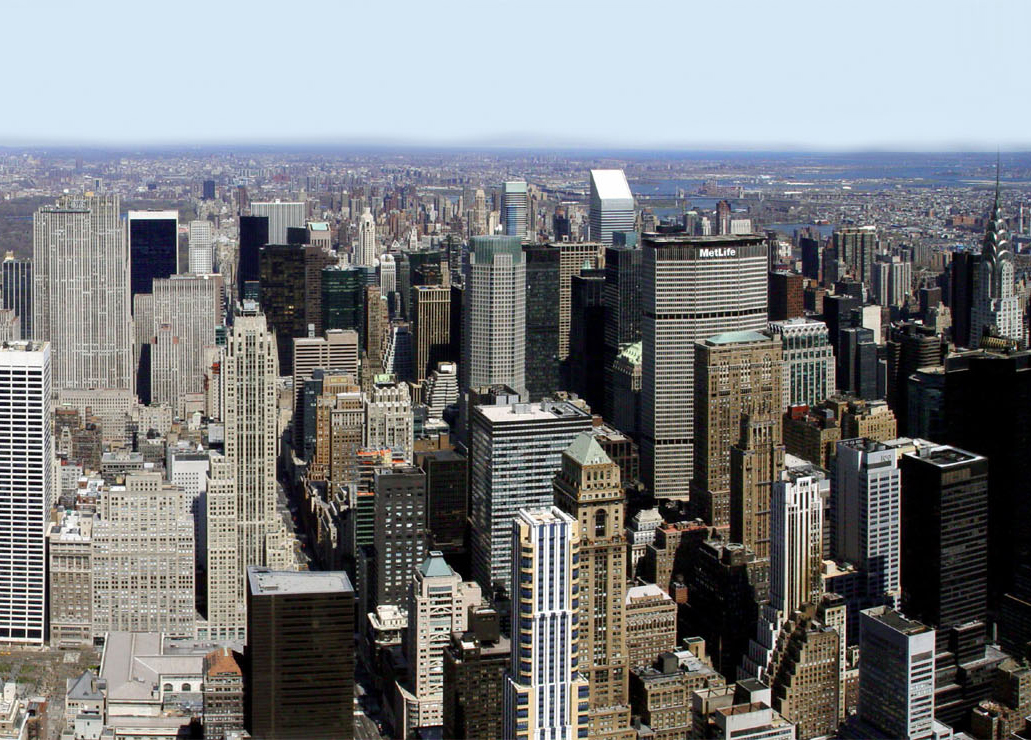
La mayoría de los tejados urbanos son completamente impermeables.

La cobertura por superficies impermeables de un área, como un municipio o una cuenca hidrográfica, generalmente se expresa como un porcentaje de la superficie total. Esta cobertura aumenta con el proceso de urbanización. En las zonas rurales, la cobertura impermeable puede ser sólo del 1 o 2 por ciento. En las zonas residenciales, la cobertura aumenta desde alrededor del 10 por ciento en subdivisiones de baja densidad a más del 50 por ciento en comunidades multifamiliares. En áreas industriales y comerciales la cobertura supera el 70 por ciento. En centros comerciales regionales y zonas urbanas densas, esta cifra supera el 90 por ciento. En los 48 estados contiguos de los EE. UU., la cobertura urbana impermeable suma 43 000 millas cuadradas (111 370 km²). La urbanización agrega 390 millas cuadradas (1010,1 km²) anualmente. Normalmente, 2 tercios de esta superficie impermeable son pavimentos y el tercio restante está constituido por tejados de edificios. 

## Mitigación de los impactos ambientales

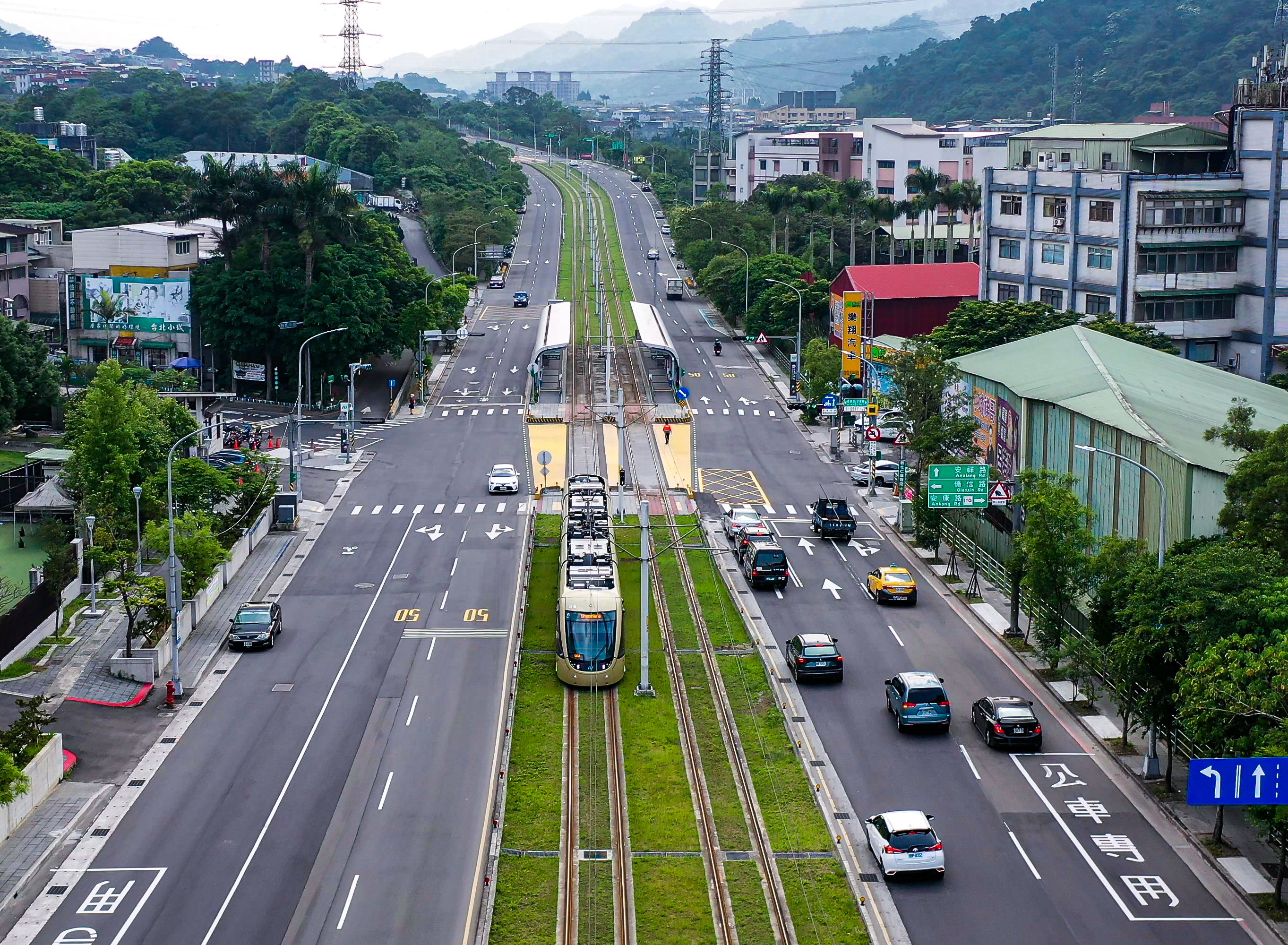
Vía verde del tranvía en Taipéi, Taiwán

La cobertura de la superficie impermeable se puede limitar restringiendo la densidad de los usos del suelo (por ejemplo, la cantidad de viviendas por hectárea), pero esta restricción provoca que se urbanice suelo en otros lugares para dar cabida a la creciente población (véase expansión urbana). Como alternativa, las estructuras urbanas pueden construirse de manera diferente para que funcionen más como suelos naturalmente permeables; ejemplos de dichas estructuras alternativas son los pavimentos porosos (por ejemplo de hormigón permeable), los techos verdes y los estanques de infiltración.
El agua de precipitación que cae en superficies impermeables se puede recolectar en tanques de agua de lluvia y utilizar en lugar del agua que llega por tubería. La isla Santa Catalina, ubicada al oeste del puerto de Long Beach, ha realizado un gran esfuerzo para recoger las lluvias y minimizar el coste de transportar agua desde el continente.
En parte como respuesta a las recientes críticas de los municipios, varios fabricantes de hormigón como CEMEX y Quikrete han comenzado a producir materiales permeables que mitigan en parte el impacto ambiental del hormigón impermeable convencional. Estos nuevos materiales están compuestos de varias combinaciones de sólidos de origen natural, incluyendo rocas y minerales de grano fino a grueso, materia orgánica (incluidos organismos vivos), hielo, rocas meteorizadas y precipitados, líquidos (principalmente soluciones de agua) y gases. La pandemia de COVID-19 dio origen a propuestas de cambio radical en la organización de la ciudad,  siendo la reducción drástica de la presencia de superficies impermeables y la recuperación de la permeabilidad del suelo uno de los elementos del Manifiesto para la reorganización de la ciudad, publicado en Barcelona por el arquitecto y urbanista Massimo Paolini y firmado por 160 académicos y 350 arquitectos.

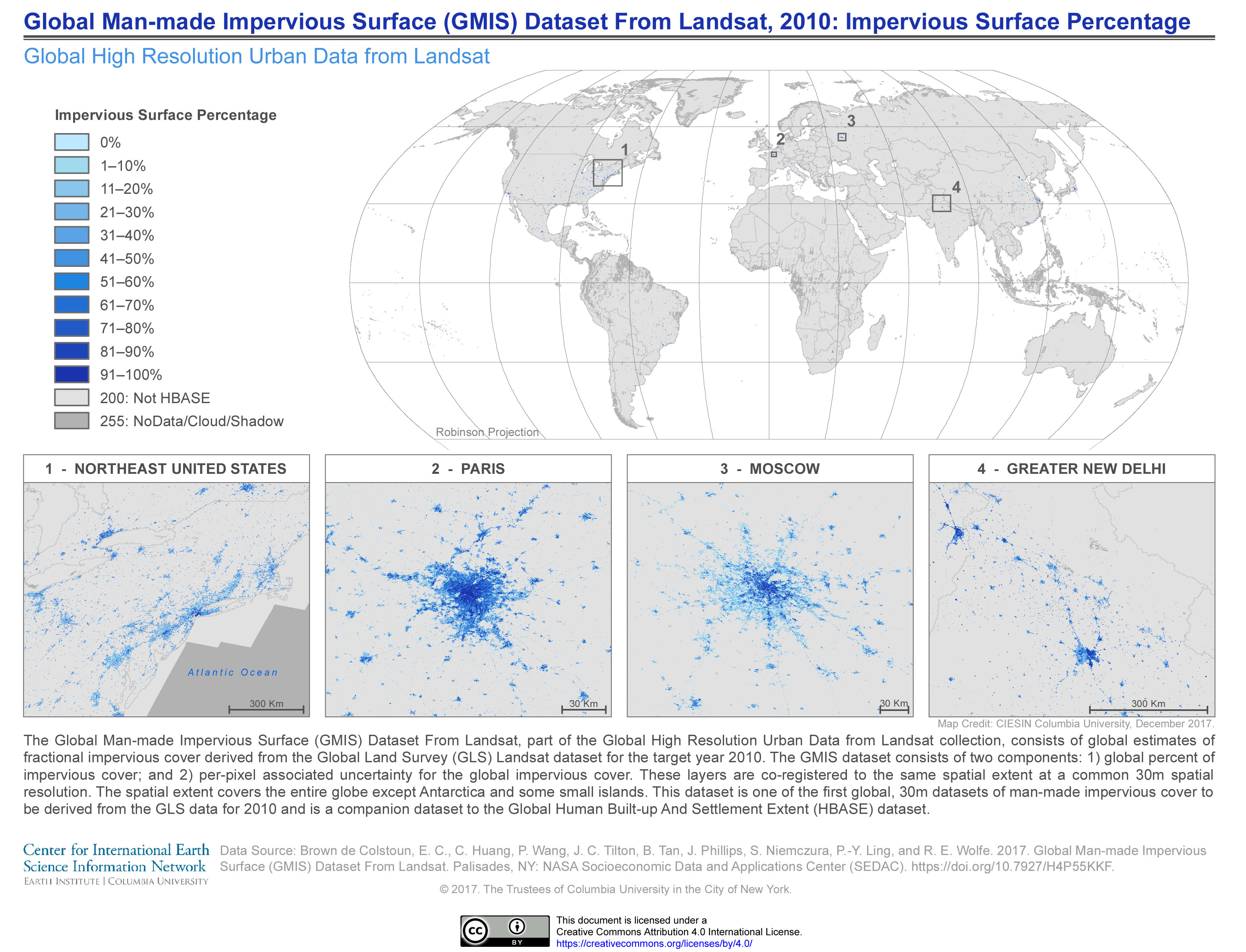
Porcentaje de superficie impermeable en diversas ciudades

1. ↑  Paolini, Massimo (20 de abril de 2020). «Manifesto for the Reorganisation of the City after COVID19» (en inglés británico). Consultado el 1 de mayo de 2021.

## Porcentaje de impermeabilidad
Homer y otros (2007) indican que aproximadamente el 76 por ciento de los Estados Unidos continentales está clasificado como con menos del 1 % de cobertura impermeable, el 11 por ciento con una cobertura impermeable del 1 al 10 %, el 4 por ciento con una cobertura impermeable estimada del 11 al 20 %, el 4,4 por ciento con una cobertura impermeable estimada del 21 al 40 %, y aproximadamente el 4,4 por ciento con una cobertura impermeable estimada mayor del 40 %. 

Gráfico de la cobertura de superficie impermeable en EE. UU.

## Área impermeable total
El área impermeable total (TIA por sus siglas en inglés), comúnmente denominada cobertura impermeable (IC por sus siglas en inglés) en los cálculos, se puede expresar como una fracción (de cero a uno) o un porcentaje. Existen muchos métodos para estimar la TIA, incluido (para Estados Unidos) el uso del Conjunto Nacional de Datos de Cobertura Terrestre (NLCD por sus siglas en inglés) con un sistema de información geográfica (SIG), categorías de usos del suelo con estimaciones categóricas de la TIA, un porcentaje generalizado de área urbanizada y relaciones entre la densidad de población y la TIA.
El conjunto de datos de superficie impermeable del NLCD de EE. UU. puede proporcionar un conjunto de datos de cobertura del suelo de alta calidad, y consistente a nivel nacional, en un formato compatible con un sistema de información geográfica (SIG) que puede usarse para estimar el valor de la TIA. El NLCD cuantifica de manera consistente el porcentaje de TIA antropogénico para el NLCD con una resolución de píxeles de 30 metros (900 m²) en todo el país. 
Dentro del conjunto de datos, cada píxel se cuantifica con un valor TIA que varía entre 0 y 100 por ciento. Las estimaciones de TIA realizadas con el conjunto NLCD representan un valor de TIA agregado para cada píxel en lugar de un valor de TIA para una característica impermeable individual. 
Por ejemplo, una carretera de 2 carriles en un campo de hierba tiene un valor TIA del 100 por ciento, pero el píxel que contiene la carretera tendría un valor TIA del 26 por ciento. Si la carretera se extiende (de manera igual) a lo largo del límite de dos píxeles, cada píxel tendría un valor TIA del 13 por ciento. El análisis de la calidad de los datos del conjunto NLCD 2001 con áreas de muestra de TIA delimitadas manualmente indica que el error promedio de TIA predicho respecto al real puede variar entre el 8,8 y el 11,4 por ciento. 
Las estimaciones de TIA a partir de los usos del suelo se realizan identificando categorías de estos usos para grandes superficies de terreno, sumando el área total de cada categoría y multiplicando cada área por un coeficiente TIA característico. Estas categorías se utilizan comúnmente para estimar la TIA porque las áreas con un uso del suelo común se pueden identificar a partir de estudios de campo, mapas, información de planificación y zonificación e imágenes remotas. 
Los métodos de coeficientes de usos del suelo se utilizan comúnmente porque los mapas de planificación y zonificación que identifican áreas similares están, cada vez más, disponibles en formatos SIG. Además, se tienen en cuenta estos usos para estimar los efectos en la TIA de la urbanización prevista con mapas de planificación que cuantifican los cambios proyectados en dichos usos. 
Existen diferencias sustanciales entre las TIA reales y las estimadas en diferentes estudios de la literatura. Términos como "baja densidad" y "alta densidad" pueden tener significados diferentes en distintas zonas. Una densidad residencial de medio acre (un acre equivale aproximadamente al 40 % de una hectárea) por casa puede clasificarse como alta densidad en un área rural, densidad media en un área suburbana y baja densidad en un área urbana. Granato (2010) proporciona una tabla con valores de TIA para diferentes usos del suelo a partir de 30 estudios.
El porcentaje de área urbanizada (PDA por sus siglas en inglés) se utiliza comúnmente para estimar la TIA manualmente a través de mapas. El Consorcio de Características del Terreno de Múltiples Resoluciones (MRLCC por sus siglas en inglés) define un área urbanizada como la cubierta por al menos el 30 % de materiales construidos. Southard (1986) describió las áreas no urbanizadas como naturales, agrícolas o residenciales dispersas. Utilizando la función de potencia logarítmica con datos de 23 cuencas fluviales en Misuri, consiguió llegar a una ecuación de regresión para predecir la TIA empleando el porcentaje de área urbanizada (tabla 6-1). Señaló que este método era ventajoso porque se podían delinear rápidamente grandes cuencas y estimar a mano la TIA basándose en los mapas disponibles. 
Granato (2010) desarrolló otra ecuación de regresión utilizando datos de 262 cuencas fluviales en 10 áreas metropolitanas de los Estados Unidos continentales con cuencas hidrográficas que iban desde 0,35 a 216 millas cuadradas y valores de PDA que van desde 0,16 a 99,06 por ciento.
La TIA también puede calcularse a partir de datos de densidad de población, estimando la población en el área de interés y empleando ecuaciones de regresión para calcular la TIA asociada. En Estados Unidos se puede utilizar la densidad de población porque existen datos de bloques censales consistentes a escala nacional disponibles en formatos SIG. Si en otros países está disponible esta información, puede emplearse este sistema. La densidad de población también puede utilizarse para predecir los efectos potenciales de la futura urbanización. Aunque puede haber una variación sustancial en las relaciones entre la densidad de población y el TIA, la precisión de dichas estimaciones tiende a mejorar con el aumento del área de drenaje a medida que se promedian las variaciones locales. 
Granato (2010)  proporciona una tabla con 8 relaciones de densidad de población de la literatura y una nueva ecuación desarrollada utilizando datos de 6 255 cuencas fluviales en el conjunto de datos GAGESII (Geospatial Attributes of Gages for Evaluating Streamflow, atributos geoespaciales de calibres para evaluar el caudal) del Servicio Geológico de Estados Unidos (USGS por sus siglas en inglés). Granato (2010) también proporciona 4 ecuaciones para estimar la TIA a partir de la densidad de vivienda, que está relacionada con la densidad de población.
La TIA también puede estimarse a partir de mapas de impermeabilidad extraídos mediante teledetección. La teledetección se ha utilizado ampliamente para detectar superficies impermeables. La detección de áreas impermeables mediante aprendizaje profundo (una técnica de inteligencia artificial) junto con imágenes satelitales ha surgido como un método transformador en la teledetección y el monitoreo ambiental. Los algoritmos de aprendizaje profundo, en particular las redes neuronales convolucionales (CNN por sus siglas en inglés), han revolucionado la capacidad de identificar y cuantificar superficies impermeables a partir de imágenes satelitales de alta resolución. Estos algoritmos pueden extraer automáticamente características espaciales y espectrales complejas, lo que les permite distinguir las superficies impermeables de las permeables con gran precisión.

## Área impermeable natural
Las áreas impermeables naturales se definen aquí como coberturas del suelo que pueden contribuir con una cantidad sustancial de escorrentía durante tormentas pequeñas y grandes, pero que habitualmente se clasifican como áreas permeables. Las áreas naturalmente impermeables no suelen considerarse una fuente importante de agua pluvial en la mayoría de los estudios de calidad de escorrentía de carreteras y zonas urbanas, y sin embargo pueden producir una cantidad sustancial de agua. Estas áreas impermeables naturales pueden incluir aguas abiertas, humedales, afloramientos rocosos, suelos estériles (suelos naturales con baja permeabilidad) y áreas de suelos compactados. Las áreas impermeables naturales, dependiendo de su tipo y sus condiciones antecedentes, pueden producir importantes caudales de agua pluvial a partir de exceso de infiltración, flujo superficial por saturación o precipitación directa. Se espera que los efectos de las áreas impermeables naturales sobre la generación de escorrentía sean más importantes en áreas con bajo TIA que en áreas altamente urbanizadas.
El Conjunto Nacional de Datos de Cobertura Terrestre (NLCD por sus siglas en inglés) proporciona porcentajes de terreno impermeable que pueden utilizarse como una medida cualitativa de la prevalencia de diferentes coberturas del suelo que pueden actuar como áreas impermeables naturales. 
Las aguas abiertas (por ejemplo un lago) pueden actuar como un área impermeable natural si la lluvia caída en una zona les llega de manera rápida a través de canales. 
Los humedales pueden actuar como un área impermeable natural durante las tormentas, si el caudal que escapa de ellos a través de los acuíferos subterráneos y de las corrientes superficiales resulta significativamente inferior a la cantidad de agua pluvial. 
Las áreas ribereñas sin vegetación pueden actuar como un área impermeable natural durante las tormentas porque, cuando tienen la vegetación normal, estas áreas son un sumidero del exceso de flujos superficiales. 
Las áreas aparentemente permeables que han sido afectadas por actividades de urbanización pueden actuar como áreas impermeables y generar exceso de flujos superficiales. Estas aguas pluviales pueden ocurrir incluso durante tormentas que no cumplen con los criterios de volumen o intensidad de precipitación para producir escorrentía basados en tasas de infiltración nominales.
Las áreas permeables parcialmente urbanizadas pueden comportarse como áreas impermeables, porque la urbanización y el uso posterior tienden a compactar los suelos y reducir las tasas de infiltración. Por ejemplo, Felton y Lull (1963) midieron las tasas de infiltración de suelos forestales y céspedes e indicaron una posible reducción del 80 por ciento en la infiltración como resultado de las actividades de urbanización. De manera similar, Taylor (1982) realizó pruebas con un infiltrómetro en áreas antes y después de su urbanización y observó que la alteración y la compactación de la capa superficial del suelo por las actividades de construcción redujeron las tasas de infiltración en más del 77 por ciento.